# Cluzobra plaumanni
Cluzobra plaumanni är en tvåvingeart som beskrevs av Edwards 1940. Cluzobra plaumanni ingår i släktet Cluzobra och familjen svampmyggor. Inga underarter finns listade i Catalogue of Life.